# 盖尔道
盖尔道是德国下萨克森州的一个市镇。总面积38.00平方公里，总人口1502人，其中男性764人，女性738人（2011年12月31日），人口密度40人/平方公里。